# Flugplatz Schameder

i7
i11
i13
Der Flugplatz Schameder (ICAO-Code: EDGQ) liegt im Erndtebrücker Ortsteil Schameder im Kreis Siegen-Wittgenstein. Er ist als Sonderlandeplatz klassifiziert.

## Geschichte
Seit 1926 wird auf dem Gelände geflogen. Der Flugplatz wird von dem Flugsportverein Schameder-Wittgenstein betrieben.

## Infrastruktur und Nutzung
Der Flugplatz verfügt über eine 890 m lange Graspiste.
Auf dem Gelände werden unter anderem Segelflüge durchgeführt. Begünstigt werden diese durch gute thermische Gegebenheiten.

## Trivia
Auf dem Flugplatz finden auch andere Veranstaltungen wie Chorkonzerte oder Konzerte mit 3000 Zuschauern statt.